# 河伯 (朝鮮)
河伯是指古代朝鮮神话中鸭绿江的水神。他还有另两个名字叫하박（河泊）和해밝（意思: 灿烂的阳光）。朝鮮的河伯兮薪不属－《史記·河渠書》，高句丽人也传说朱蒙是他的外孙。

## 神話
據《三國史記》所載傳說，高朱蒙幼年便善于狩猎，七岁就自作弓矢射之，百发百中，朱蒙在扶余语中即为“善射”之意。他是河伯（即河神）之女柳花夫人与天帝之子解慕漱所生之子，自小被東扶餘的金蛙王收养。金蛙王於太白山南邊的優渤水遇柳花，柳花自稱来自河伯族，與天帝之子解慕漱私通。金蛙王甚覺奇異，將柳花幽禁於室中。柳花受日光照射而產下一巨蛋，此巨蛋走獸相避不食，禽鳥以翼覆蓋保護，且刀不能剖，最後一名男孩自巨蛋中破殼而出，他就是朱蒙。朱蒙的历史及其名号最早记载于北朝《魏書》，中國后代历史书多摘抄与此。《三國遺事》及好太王碑文均有類似之記載。

## 與中國河博的關係
由于中國的影响，朝鮮神话中提到了河伯。这个河伯是别神，他是中國的黄河之神，不是朝鮮的鸭绿江（靑河）之神。朝鮮神话的河伯的《河》的意思是《靑河》的。就像西方的希臘羅馬釋義，朝鮮的河伯採用了中國的河伯的名稱和概念。
日本神話的川之神（かわのかみ），又稱河伯（かはく），也頗為相似。